# 兵庫県立西宮高等学校
兵庫県立西宮高等学校（ひょうごけんりつ にしのみやこうとうがっこう）は、兵庫県西宮市上甲東園に所在する公立高等学校。
同市には西宮市立西宮高等学校があり、両校を区別するためから、「県西」（けんにし）と呼ばれることが多い。

## 沿革
- 1919年4月1日 - 兵庫県武庫郡町立西宮商業補習学校として西宮第一尋常高等小学校に併置開校。
- 1921年7月1日 - 西宮町立商業実習学校と改称。
- 1925年4月1日 - 市制実施につき西宮市立商業実習学校と改称。
- 1933年4月1日 - 西宮市立西宮商業実修学校と改称。
- 1935年3月31日 - 西宮市立商業学校（乙種　修業年限3年）設立認可され、西宮市立商業実修学校廃止。
- 1938年4月10日 - 甲種商業学校認可、修業年限を5年に変更。
- 1944年3月31日 - 西宮市立工業学校併設。
- 1946年3月31日 - 西宮市立工業学校廃止
- 1948年4月1日 - 学制改革により高校に昇格，西宮市立商業高等学校と校名を変更。
- 1948年10月30日 - 西宮商業高等学校から西宮市山手高等学校と改称，普通科，家庭科を新設し総合制高等学校となる。
- 1950年4月1日 - 県営移管により、兵庫県立西宮高等学校と改称。
- 1950年4月10日 - 週五日制授業採用。
- 1952年4月8日 - 総合選抜制度開始。
- 1983年2月12日 - 音楽科を新設。
- 1990年4月1日 - 商業科内に国際経済コースを新設。
- 1995年1月17日 - 阪神淡路大震災により、C棟（理科棟）、D棟（商業家庭科棟）、E棟（芸術棟）使用不能となり、のち解体。本館（管理棟1階西柱部分一部大破）、B棟のみ継続使用。体育館1階武道場、西宮市上ケ原地区の避難所となる。
- 1995年4月1日 - 商業科を国際経済科と改編。
- 1999年10月2日 - 創立80周年記念式典挙行。
- 2003年4月 - 文部科学省と県教育委員会より「学力向上フロンティアハイスクール」の指定を受ける。
- 2006年4月 - 兵庫県教育委員会より「学力向上ステップアップハイスクール」の指定を受ける。
- 2009年3月 - 総合選抜制度終了。
- 2009年4月 - 「学力向上プロジェクト」の指定を受ける。
- 2010年3月 - 国際経済科募集停止。
- 2011年4月 - 単位制・2学期制に改編。
- 2012年9月 - 音楽科創設30周年記念演奏会開催。
- 2013年3月 - 国際経済科閉科式典。
- 2015年4月 - 学区改変により第2学区になる。
- 2017年10月 - 「文化・芸術連携に関する協定書」を西宮市と締結[1]。
- 2019年10月 - 創立100周年記念式典・演奏会開催[2]。
- 2021年4月 - 創立100周年記念会館「百年記念館」が完成[3]。

## 校歌
現在の校歌
- 竹友藻風作詞／下総皖一作曲（兵庫県立西宮高等学校）、ニ長調[4]

過去の校歌
- 岡部繁雄作詞／山縣茂太郎作曲（西宮商業補習学校「仰げ六甲」）[5]
- 吉澤義則作詞／永井幸次作曲（西宮市立商業学校）[5]

## 設置学科
以下の2つの科に分けられる。普通科・音楽科の推薦入試は県下全域から出願可能である。かつて設置されていた国際経済科は2010年の新入生から募集停止となった。

### 現在の設置学科
普通科
県西生の約8割が普通科の生徒である。2011年度から単位制を採用し、幅広い選択科目の中から自ら履修科目を組み立てる形となっている。各自の進路希望に応じた教育課程（カリキュラム）が複数用意されている。
なお2007年度から2010年度まで普通科は以下の類型に分けられており、新入生は、入学時にいずれかの類型を選んでいた。
- 文I類型:国語・英語・地歴公民などを重点的に学ぶ。卒業後に文学・史学・哲学などを学びたい人向け。
- 文II類型:英語・地歴公民・数学などを重点的に学ぶ。卒業後に経済学・法学・社会学などを学びたい人向け。
- 理I類型:理科・数学を重点的に学ぶ。卒業後に工学・理学・医学などを学びたい人向け。いわゆる理系。
- 文理類型:高等学校における全教科をバランスよく学ぶ。国公立を目指す文系向け。

音楽科（1学年あたり40名）
通称「音科（おんか）」。1983年2月創設。兵庫県下の公立高校では唯一の音楽科である（2023年度の神戸山手女子高等学校の音楽科の募集停止が決定しているため、同校の在籍者の卒業により音楽科が廃止された後は兵庫県で唯一の音楽科となる）。それぞれの楽器において講師を招いて行われる特別レッスンや、毎年秋に開催される定期演奏会など活動が盛んである。また、日本だけでなく世界規模で音楽活動を行う卒業生も多い。各学年の8組が音楽科のクラスにあたる。音楽科も普通科と同様に単位制を採用しており、インスパイア・ハイスクールに指定されている。
- 2006年にはカラブリア国際ピアノコンクールで、3年在籍時の崎谷明弘が1位なしの単独第2位を受賞した。
- 2020年に放送されたNHK連続テレビ小説「エール」には、卒業生の小南満佑子が出演していた。

### 過去の設置学科
国際経済科
通称「国経（こっけい）」。1994年までは「商業科」であった。本校の前身が商業高校だったことから、開校時以来の伝統を誇ってきた。
1990年4月より商業科内に国際経済コースが新設され、1995年4月に「国際経済科」と改変された。
英語や第2外国語の学習重視や、簿記検定やマーケティングなどの商業系、ワープロ検定といった情報系の難関資格の取得ができることから、人気がある。
各学年の1組が国際経済科のクラスにあたり、学校内では1組＝国経を表すことが多い。また、国際経済科では厳しい教育を受け、国際経済科OB・OGには難関大学出身者が多い。
2010年の新入生から、普通科に吸収される形で募集停止となり、代わって普通科の選択科目の中に「簿記」「会計」「国際経済」「経営学基礎」などの専門科目が置かれることとなった。

## オリンピック出場選手

### 坂本直子のアテネ五輪出場
2004年1月、大阪国際女子マラソンにおいて1998年度国際経済科卒かつ同校陸上部OGの坂本直子選手が2時間25分29秒のタイムで優勝。その後、同年8月のアテネオリンピック女子マラソンの代表入りが確定されたため、坂本選手の知名度は地元西宮市で一気に上昇した。県西においても出場を祝う看板が掲げられたりするなどして学校を挙げて五輪出場を祝った。アテネ五輪本番当日も地元公民館には多くの地域住民や陸上部員が集まり、深夜にもかかわらずテレビ観戦を行い大いに盛り上がった。その結果、坂本は7位入賞。後日、県西体育館において入賞報告会が行われ全校生徒から喝采を受けた。

### 中村友梨香の北京五輪出場
その4年後2008年3月の名古屋国際女子マラソンでは、坂本直子の5年後輩で2003年度卒かつ同校陸上部の中村友梨香が、2時間25分51秒のタイムで初マラソン初優勝。その後同年8月の北京オリンピックマラソン代表選出が決定、坂本直子に続く同校OGの2大会連続五輪代表入りに活気に沸いた。北京五輪本番レースでは期待されながら中村は13位に留まるも、地元市民らは中村の健闘ぶりに大きな声援を送っていた。

### 前田佳代乃のロンドン五輪出場
2012年のロンドンオリンピックでは、自転車競技・女子スプリントに前田佳代乃が出場。前田は高校時代から奈良競輪場で開催された第28回アジア自転車競技選手権大会ジュニア部門・500m個人タイムトライアル（500mTT）で優勝、前橋競輪場で行われた、全日本自転車競技選手権大会・500mTTでも優勝するなど活躍を見せていた。

## 主な行事
- 入学式（4月）
- 定期戦（5月）対県立芦屋高校
- 県西祭（6月）
- 音楽科定期演奏会（10月）
- 体育大会（10月）
- 冬季文化発表会（12月）
- 音楽科卒業記念演奏会（1月）
- マラソン大会（1月）
- 卒業証書授与式（3月）

## 著名な出身者
- 木挽司 - 政治家
- 黒川純一良 - 国土地理院長
- 荻原正也 - ニフティ社長、元アイ・ティー・エックス社長
- 前川一博 - 元パナソニックインフォメーションシステムズ社長
- 西村嘉郎 - 朝日放送元社長
- 小山正人 - NHKチーフアナウンサー
- 濵本正太郎 - 京都大学大学院法学研究科教授
- 大月隆寛 - 民俗学者、札幌国際大学教授
- 魚谷智之 - 競艇選手
- 坂本直子 - 陸上競技（長距離走・マラソン）元選手・指導者
- 中村友梨香 - 陸上競技（長距離走・マラソン）元選手・指導者
- 前田佳代乃 - 自転車競技選手
- 蘭定美男 - 元プロ野球選手（大阪タイガース）
- 竹下元章 - 元プロ野球選手（広島カープ）
- 緋本祥男 - 元プロ野球選手（広島カープ他）
- 小南満佑子 - 女優
- 絵沢萠子 - 女優
- 結花子 - モデル
- 三田篤子 - 元女優
- 7代目笑福亭松喬 - 落語家
- 伊丹啓子 - 俳人
- 青木はるみ - 詩人
- 谷口キヨコ - ディスクジョッキー
- 中村佑介 - イラストレーター
- 藤原功次郎 - 日本フィルハーモニー交響楽団首席トロンボーン奏者
- 名田綾子 - 作曲家、編曲家、ピアニスト
- 河内仁志 - ピアニスト
- 井上聖也 - サッカー選手
- 山瀬理桜 - ハルダンゲルヴァイオリニスト、ヴァイオリニスト、作曲家、編曲家、ノルウェーハルダンゲル親善大使
- 佐野晶哉 [9]- アイドル（Aぇ! group）